# 糖豆人
《糖豆人》（旧译）是一款由Mediatonic開發、Devolver Digital發行的大逃殺遊戲，於2020年8月4日在Microsoft Windows和PlayStation 4平台發行。原定於2021年夏季於任天堂Switch平台和Xbox One平台發行，後來因開發商被Epic Games收購而被推遲，並且從Steam下架(已購買可繼續遊玩)，在PC上轉為與Epic一方的相關平台為主。
其後於2022年5月正式確認會在NS、XONE平台與已推出的遊戲平台，一同以新版本《糖豆人：免費樂翻天》推出，於2022年6月21日與PlayStation 5版以及Xbox Series X/S版一起發行，並轉換為跨平台的免費遊戲，同年7月6日，《糖豆人》宣布其玩家数突破5000万。

## 開發與發行
這款遊戲在開發團隊討論另一個項目時產生，當時一位成員隨口說了一句話，說這讓他想起了《百戰百勝王》和《勇敢向前衝》。從那時起，他就開始為後來的《糖豆人》創作宣傳稿。實際的角色設計靈感來自於vynal玩具的外觀 本作於2019年6月在E3上公佈，面向Microsoft Windows和PlayStation 4，於2020年8月4日發售。在發佈之前，官方宣佈《糖豆人》將成為PlayStation Plus會員限時免費遊戲。
2020年8月22日，中國大陸運營宣佈Bilibili拿下本作手機平台遊戲的獨家代理，並於同日開放預約；這一舉措使得其成為率先公開該作手機版的信息源。
2021年2月17日，任天堂在任天堂直面會上宣佈遊戲將會在2021年暑期登陸任天堂Switch。次日，微軟在推特上宣佈遊戲將會在Switch版上架同天登陸Xbox One和Xbox Series X/S。
2021年3月2日，本作的開發商Mediatonic被Epic Games收購，同時Epic Games正式宣佈Mediatonic成為旗下子公司，計劃上的相關遊戲往後均會改為Epic Games作為發行商。
2021年4月30日，官方在推特發布了登陸至任天堂Switch及Xbox的作業消息，說明因納入開發中的新要素的時間不足導致再次延期，原消息發布於官網文章，但日後卻遭到刪除。
2021年11月18日，開發商Mediatonic宣佈從第6季開始，強制要求登入及綁定 Epic Games 帳戶。
2021年11月30日，官方宣布推出第六賽季，文中澄清了當時網路上對於即將近期登陸任天堂Switch及Xbox的各種臆測，說明團隊的確有計劃進行這些平台的登陸，但詳情將在2022年才會向大眾宣布，似乎和數個月前任天堂宣布的消息抵觸。
2022年2月22日，官方在第六賽季的一次更新中提及登陸任天堂Switch和Xbox的作業已進行到最終階段，並宣稱一定會將遊戲引入至此二平台，但仍未指出明確的發行日期。
2022年5月16日，Epic Games旗下的Mediatonic宣布《糖豆人》將與6月21日在Xbox和任天堂Switch上發布免費遊戲。還宣布了PlayStation 5專用版，具有增強的視覺和DualSense效果。遊戲也將從Steam商店中移除，以Epic商店取代，不過在Steam上購買遊戲的人仍然可以玩遊戲。遊戲刪除了《終極淘汰賽》的副標題，並更名為《糖豆人》將正式名稱去刪副標題，並以新版本《糖豆人：免費樂翻天》為稱呼。在遊戲免費之前付費的玩家將獲得一個「傳承禮包」，其中包括飾品、服裝和下一賽季的高級季票。
2022年7月19日，中國大陸運營官方發文表示，原運營方Bilibili與開發商合作结束，即日起《糖豆人》各平台相關運營工作将一併轉交Epic Games方。

## 遊戲內容
在《糖豆人：終極淘汰賽》中，玩家將以一個「糖豆人」的角色，投入一場以60人為起點，並以競速、生存、合作、獵捕等多項回合為主線的大型淘汰賽，凡在決勝回合中得到第一名的玩家，將贏得皇冠(可解鎖皇冠等級獎勵)。

## 賽季

### 糖豆人：終極淘汰賽
・第一賽季：終極淘汰賽（2020年8月4日）
・第二賽季：中世紀淘汰賽（2020年10月8日）
・第三賽季：冬季淘汰賽（2020年12月15日）
・第四賽季：4041（2021年3月22日）
・第五賽季：叢林冒險（2021年7月20日）
・第六賽季：盛大派對（2021年11月30日）

### 糖豆人：免費樂翻天
・第一賽季：全員免費（2022年6月21日）
・第二賽季：衛星爭奪戰（2022年9月15日）
・第三賽季：沉沒的祕密（2022年11月22日）
・第四賽季：奇想成真（2023年5月10日）

## 評價
根據匯總媒體Metacritic的數據，《糖豆人：終極淘汰賽》獲得了「普遍好評」。
《The Gamer》的Sam Butler稱贊遊戲擁有「明亮的視覺效果」、「刺激的遊戲玩法」和「出色的配樂」。在發佈前一周的封閉測試期間，《糖豆人》一度成為Twitch上最受關注的遊戲，同時也成為Steam上第六款最暢銷的遊戲（可預購） 。遊戲發佈24小時內，吸引了超過150萬玩家。

## 外部鏈接
- 官方网站
- 糖豆人的X（前Twitter）
- 糖豆人的官方Facebook （页面存档备份，存于）
- 《糖豆人》-EPIC商店 （页面存档备份，存于）